# クライスラー・ヘミエンジン
ヘミエンジン（HEMI® Engine）とはV字形の給排気バルブ配置とセンタープラグの半球型燃焼室を持ったクロスフローOHV方式のハイパフォーマンスエンジンのことである。HEMIはHemispherical（ヘミスフェリカル：半球状の〜）の短縮形であり、燃焼室形状がそのままエンジンの通称となった。
OHV方式で半球型燃焼室・クロスフロー吸排気方式を採用したエンジンは1940～1970年代にかけて世界各地で市販化された事例があるが、「ヘミエンジン」ないし「ヘミ」と称した場合、一般にはアメリカ合衆国のクライスラーが開発、1950年代以降に市販乗用車に搭載した一連のエンジンシリーズを指す。最盛期のクライスラーを代表するエンジンのひとつである。

## 概要
市販自動車用OHVエンジンでは、シリンダーブロックのクランクシャフトに近い位置に置かれたカムシャフトの上に、カムの数だけプッシュロッドを並べ、シリンダーヘッド（プッシュロッド上部）のシーソー式ロッカーアームでプッシュロッドの動きを反転させ、ポペットバルブ（以下バルブと略）を押し下げる方法が一般的である。このレイアウトでは吸気バルブと排気バルブが1列に並び、バルブ挟み角がほぼ0°となる。
吸排気方式の主流がカウンターフローで、バスタブ（風呂桶）形やウェッジ(楔)形の燃焼室形状が一般的であった時代はこれで十分で、エンジン構造は単純、設計、開発、生産時のコストダウンが可能となり、実用における信頼性や整備性の向上にも寄与していた。ただし、狭い燃焼室内でバルブが隣り合う形のため、バルブ傘部の径（開口面積）の拡大には限界があり、大量の混合気の導入と、素早い排気が必要となる高回転域では高い効率が追求できず、高出力化（高性能化）には不向きであった。
ヘミエンジンでは、半球形の燃焼室と、挟み角を大きく取ったバルブ配置により、レース用のDOHCエンジンのように大径バルブ（ビッグバルブ）を採用することによって、OHVレイアウトながらOHCエンジン並みの高出力を発生することが可能となった。従来のOHVエンジンよりも動弁機構は大幅に複雑になるものの、DOHCやSOHCのようにエンジン上部のカムシャフトを駆動するタイミングチェーン、またはベベルギアやギアトレインといった機構を要さないため、DOHCはもとより、OHCに比しても比較的安価に生産できた。
1950年代当時、このようなコンセプトの市販自動車用エンジンは希少で、シリンダーヘッド単体が単気筒相当のため設計の自由度が高かった水平対向2気筒小型エンジン車を除けば、フランスのプジョー・203（直列4気筒）が1948年からいち早く採用したほかは、ゴルディーニがルノーの競技用車と高性能車に提供していた程度である。
1964年、クライスラー社は高性能エンジンにヘミヘッド（第二世代）を再びラインナップし、他社との差別化のため、「HEMI」を登録商標とする。
北米でも、もちろん「ヘミ」で通じるが、「ヘムアイ」と発音する場合（地域）がある。
日本の自動車メーカーでも、東洋工業（当時。現・マツダ）の初代キャロル用、および2ドアクーペを除く初代ファミリア用エンジンや、トヨタのV型エンジン（1967年の3V型から1982年の5V型まで）と、北米輸出の本格化を睨んで高度なメカニズムの採用を避けたT型エンジンの大半などのフォロワーが見られる。また、1980年代に主にオーストラリアなどでハイパワーのイメージのみを利用し、名称を借用した直列6気筒の「Hemi-6」や、半球状燃焼室を備える以外、機構に全く共通点の無い三菱・アストロンエンジンを搭載したモデルを、クライスラー自身が「ヘミ」の名称で販売していたことがあった。

## 歴史

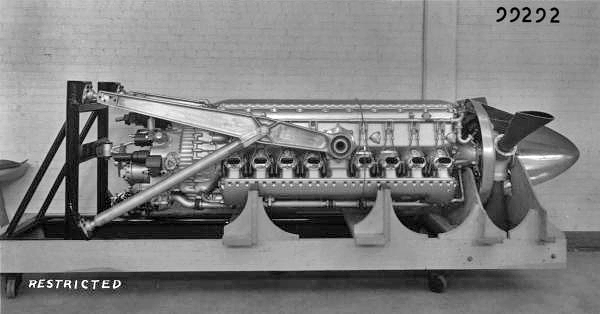
航空機用エンジンであるIV-2220

第二次世界大戦中に開発した航空機用エンジンであるIV-2220に採用した技術を元に1951年に高性能車用のスペシャルエンジンとして開発され、クライスラー・ニューヨーカーに搭載されて発売された。その後、デ・ソート、ダッジの各デビジョンにも拡大され、クライスラー各車の高性能バージョンの代名詞ともなった。レースにも積極的に投入され、NASCAR、ル・マン24時間レースなどで活躍する。しかし、1959年をもって、一旦はコスト高で製造が中止される。しかし1960年代のスペシャルティカーブームの際にヘミエンジンを搭載したスポーツモデルがNASCARで大活躍し一時代を築く。1970年代からは社会を取り巻く事情（←マスキー法やオイルショックなど）によって再び歴史の表舞台から姿を消したが、近年になってクライスラーの象徴的エンジンとして再びヘミエンジンが注目されている。

## マッスルカー時代

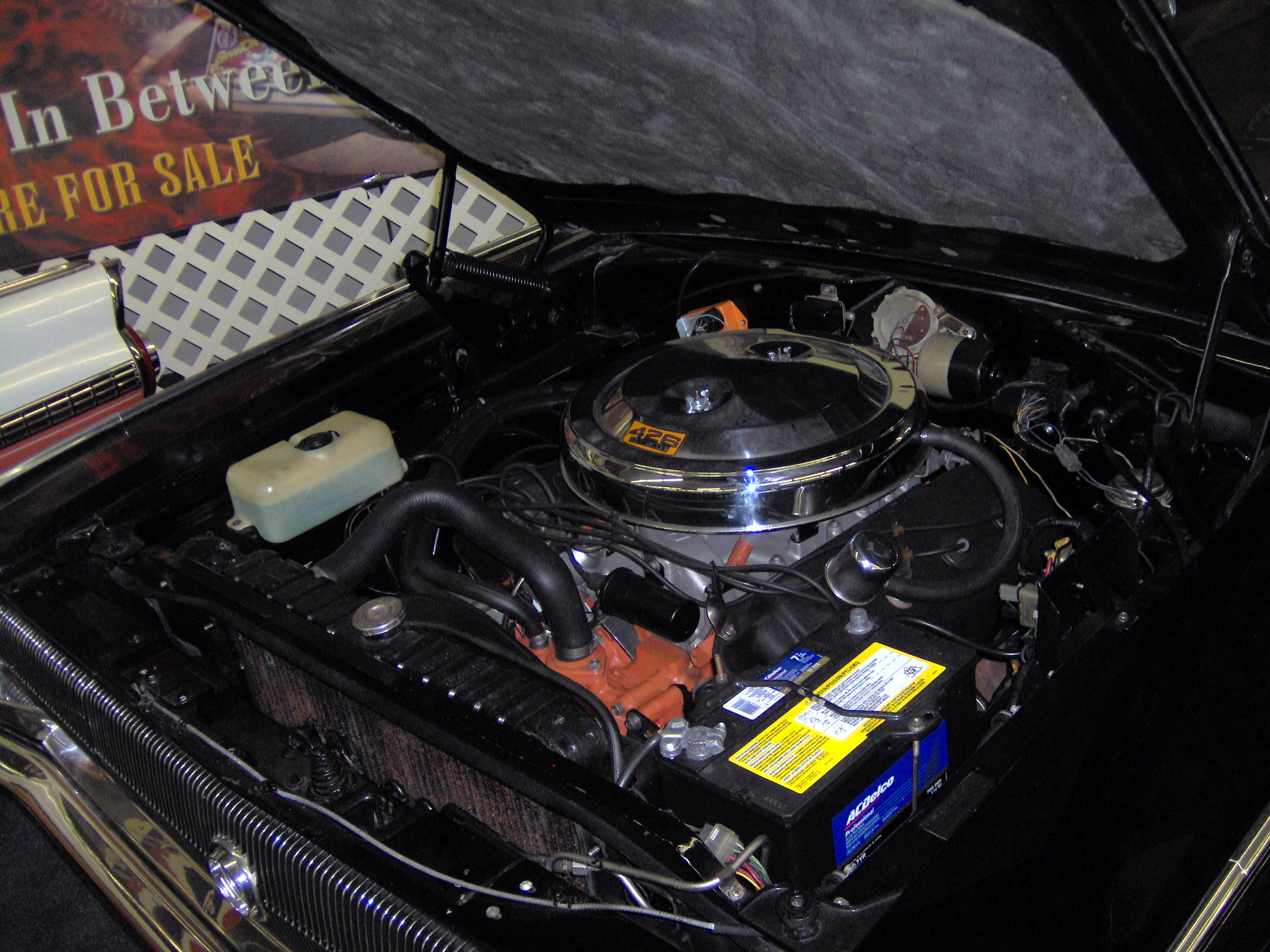
ダッジ・チャージャーに搭載された426Hemi

1950年、クライスラーはニューヨーカーなどのモデルの1951年モデルイヤーを発表した席上で、半球状の燃焼室を備えたヘッドを搭載したV8エンジンを発表した。従来のOHVに比べ高出力を可能としたこのエンジンは、クライスラーが第二次大戦中に得たノウハウを自動車用に転用したものであった。このエンジンの名称は後年の「ヘミ」ではなく、当初「ファイアパワー」の名で発表された。ファイアパワーの最初のバージョンは331cui(5.4L)で、180馬力(134.2kW)を発生した。
1930年代後期以降のクライスラー各車は、実用重視の背高な車室を持つ大人しいデザインが基調で、エンジンも保守的なサイドバルブ直列6気筒・直列8気筒を搭載しており、使い勝手はともかく華やかさに乏しいと見られていたが、ファイアパワーエンジンの投入は市場から注目された。既にゼネラルモーターズ（GM）は1948年以降戦後型モデルで新型V8エンジンを続々投入し、パワー競争に先行していたが、クライスラーの挑戦はこれを炎上させることになり、ビッグ3でも唯一OHV化に立ち遅れていたフォード・モーターをも否応なくパワー競争に巻き込んだ。クライスラー車は1955年モデルからデザインも華やかで過激なものとなり、パワフルなエンジンとの組み合わせで、大いにイメージアップを達成する。
クライスラーはファイアパワーを積極的に展開し、クライスラーの各部門毎にさまざまなバージョンのファイアパワーエンジンを設定した。しかしこれらの異なるバージョンのファイアパワーは、基本的な機構を同じとしながらも共通の部分をほとんど有していなかった。それは名称ひとつとっても顕著で、販売部門ごとにそれぞれ名称を変えられており、「ファイアパワー」の名はクライスラーとインペリアルで採用され、デソートでは「ファイアドーム」と呼ばれた。ダッジにはより小さなバージョンのエンジンが提供され、これは「レッドラム」と呼ばれた。また、唯一プリムスにはファイアパワーは設定されなかった。
これらの1951年-1958年のヘミエンジンは、後年からは一般的に、発売当時の愛称「ファイアパワー」ではなく第一世代ヘミエンジンと呼ばれる。クライスラーがよりコストに勝るウェッジシェイプヘッドのB型エンジンにシフトしていったため、ヘミを搭載したモデルは1959年以降設定されなかった。
しかし1960年代初頭にマッスルカーを使用したレースがブームとなると、エンジン自体が高性能化を求められていく中で、機構上高出力が稼げるヘミエンジンに再び注目が集まり、1964年に復活することとなった。新たに設定されたヘミは426cui（7.0L）で、プリムス・ベルベディアのレーシングバージョンにて採用された。復活当初は競技用のみ提供され市販はされなかったが、NASCARへ参加するレギュレーションを満たすために、「ストリート・ヘミ」と呼ばれる市販バージョンを開発、ダッジ・コロネットやプリムス・ベルベディアに搭載して販売を行った。ヘミを搭載したモデルはNHRAのドラッグレースでも使用され、人気を博した。
1960年代に販売されたヘミエンジンは、後のモデルと区別するために第二世代ヘミエンジンと呼ばれ、その大きさから「エレファント・エンジン」の愛称でも呼ばれていた。
だが厳しくなる排気ガス規制や1970年代初頭に発生したオイルショックのあおりを受け、1971年モデルを最後に排気ガスや燃費に劣るヘミエンジンは再び姿を消すこととなる。

### 第一世代搭載モデル

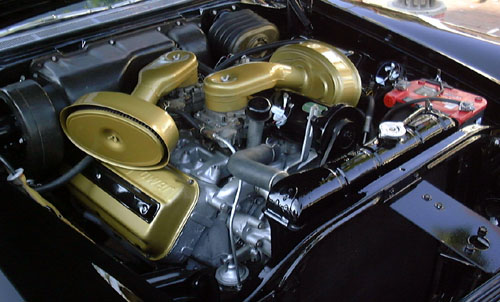
クライスラー300Cに搭載された初期型331Hemi

第一世代のヘミは、基本的な機構を同じとしながらも販売部門ごとに全く異なる排気量のエンジンが設定された。そのため各部門それぞれのエンジンに互換性は無い。クライスラーのファイアパワーは主に高出力・高排気量の331、354、392Cuiとなり、デソートのファイアドームではクライスラーよりもやや控えめな276、291、330、341、345Cuiが、エントリーブランドのダッジ向けレッドラムではデソートよりもさらに小さい排気帯の241、270、315、325Cuiが設定されていた。

#### 5.4L 331 FirePower V8
- クライスラー
  - クライスラー・ニューヨーカー
  - クライスラー・インペリアル
  - クライスラー・300
  - クライスラー・サラトガ

#### 5.8L 354 FirePower V8
- クライスラー
  - クライスラー・ニューヨーカー
  - クライスラー・インペリアル
  - クライスラー・300B
- ダッジ
  - D-501

#### 6.4L 392 FirePower V8

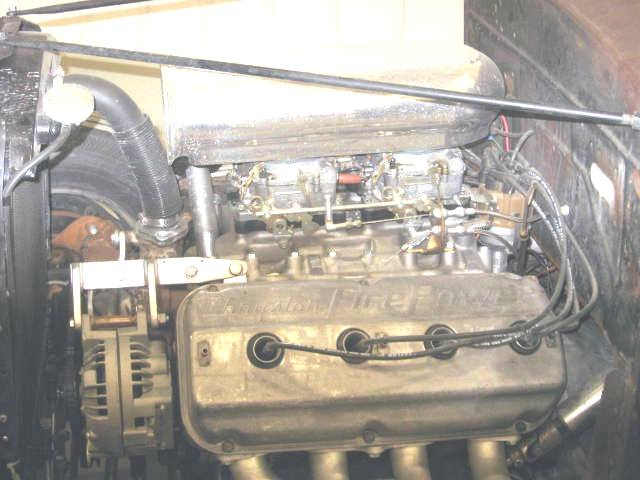
FirePower V8

- クライスラー
  - クライスラー・ニューヨーカー
  - クライスラー・インペリアル
  - クライスラー・300D

#### 4.5L 276 FireDome V8
- デソート
  - デソート・ファイアドーム

#### 4.8L 291 FireDome V8

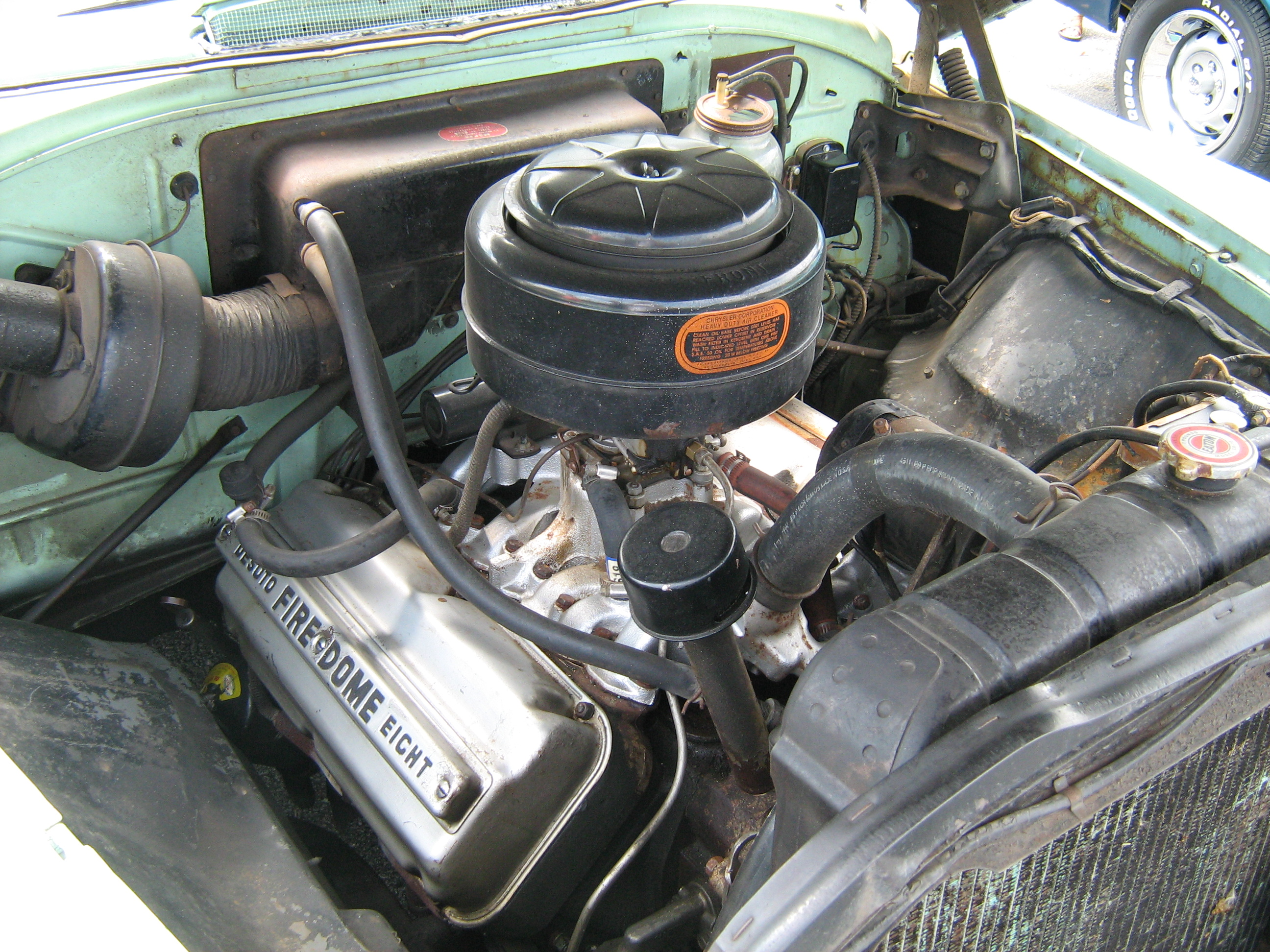
FireDome V8

- デソート
  - デソート・ファイアドーム

#### 5.4L 330 FireDome V8
- デソート
  - デソート・ファイアドーム
  - デソート・アドベンチュアラー

#### 5.6L 341 FireDome V8
- デソート
  - デソート・ファイアドーム
  - デソート・アドベンチュアラー

#### 5.7L 345 FireDome V8
- デソート
  - デソート・アドベンチュアラー

#### 3.9L 241 RedRam V8
- ダッジ
  - ダッジ・コロネット

#### 4.4L 270 RedRam V8
- ダッジ
  - 1955 Dodge

#### 5.2L 315 RedRam V8
- ダッジ
  - D-500

#### 5.3L 325 RedRam V8
- ダッジ
  - 1957 Dodge

### 新二世代搭載モデル
新世代のヘミエンジンはレース用に開発されたエンジンをベースとしており、第一世代よりもさらに高出力・高排気量化しているのが特徴である。426Hemiのみがラインナップされ、部門ごとにエンジン特性の差異があるものの、第一世代と異なり基本的な構造はすべて同一である。そのためチューニングノウハウが共有しやすく、ナイトロやスーパーチャージャー等のアフターパーツも豊富で、サンデーレーサーやドラッグレーサーを中心に大ヒットしたエンジンであり、ドラッグレースのうち内燃機関とタイヤの駆動によるカテゴリとしては最高峰のひとつである top fuel dragster の定番エンジンのベースであることは特筆される（en:Top Fuel#Top fuel engines）。

#### 7.0L 426 HEMI® V8

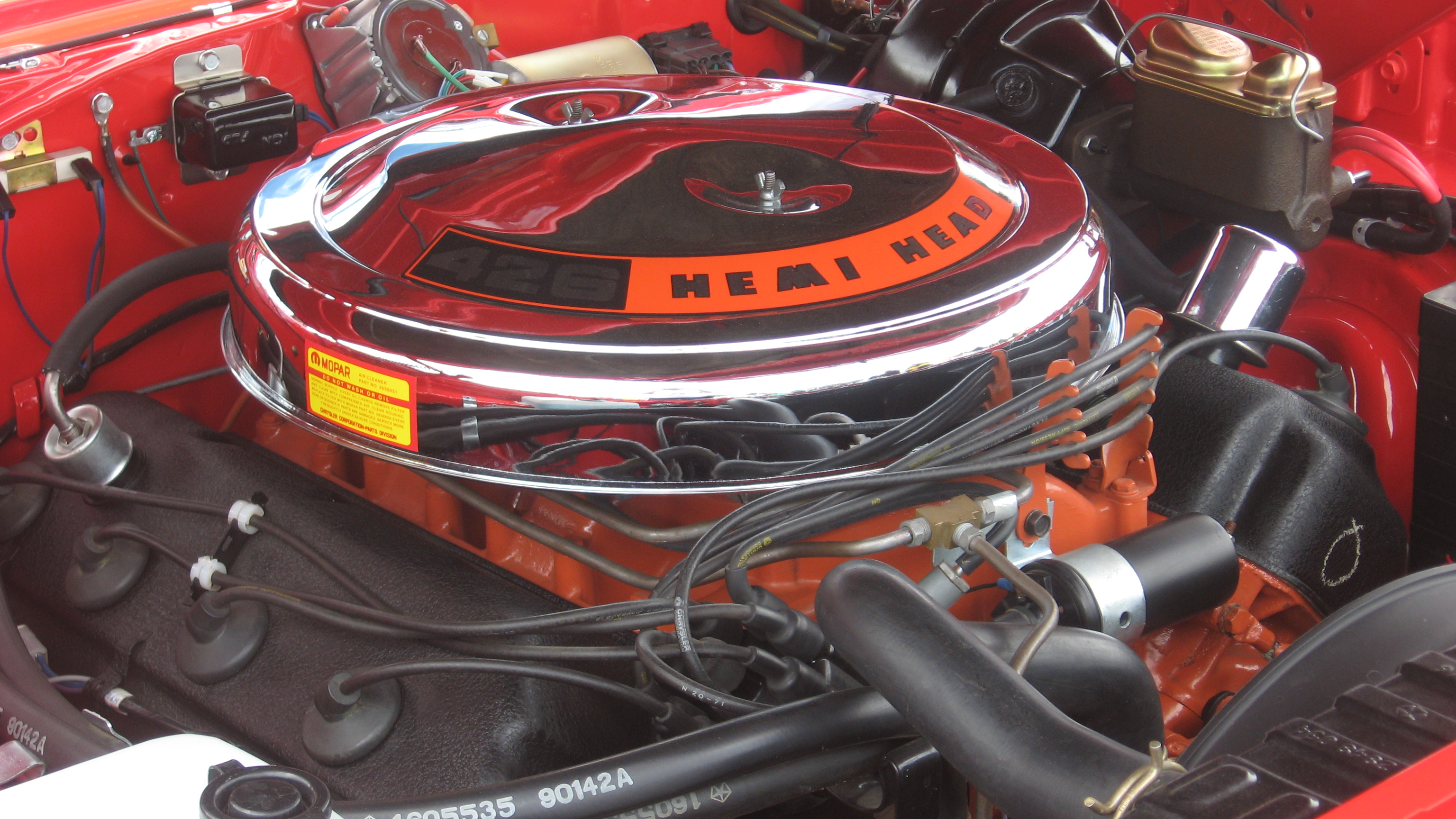
クライスラー426Hemi

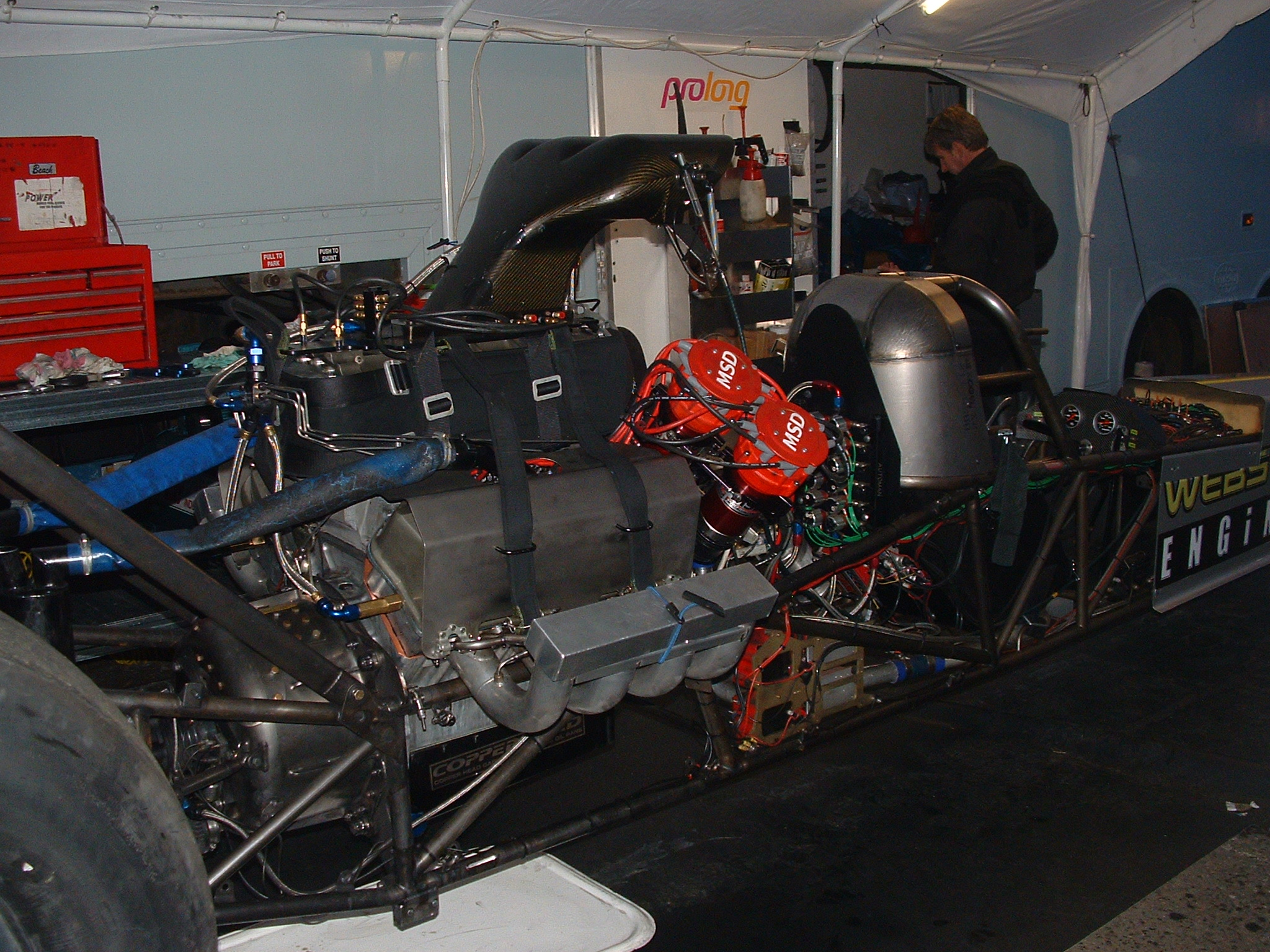
Top Fuel Dragsterのエンジン

- ダッジ
  - ダッジ・コロネット
  - ダッジ・スーパー・ビー
  - ダッジ・ダート
  - ダッジ・チャージャー
  - ダッジ・チャレンジャー
- プリムス
  - プリムス・GTX
  - プリムス・ベルベディア
  - プリムス・サテライト
  - プリムス・バラクーダ
  - プリムス・ロードランナー/スーパーバード
- モンテヴェルディ
  - モンテヴェルディ・ハイ450

## 新世代HEMI®

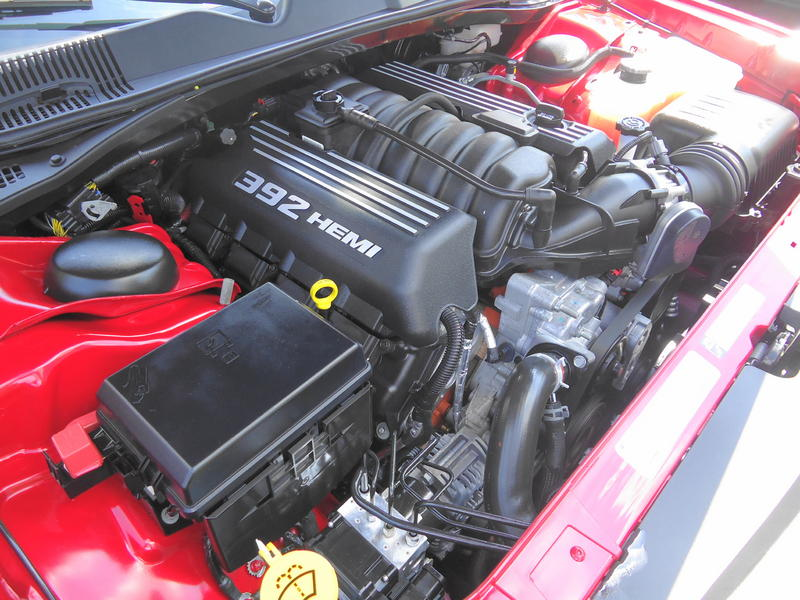
ダッジ・チャレンジャーの392Hemi

最新のV8ヘミエンジンは、2001年1月のデトロイトショーで発表された「ダッジ スーパー 8 Hemi」コンセプトとともに発表された。
「ヘミ」の名前を冠してはいるものの、往年のヘミのような半球状のエンジンヘッドとはなっていない。しかしシリンダあたり2つの点火プラグを備え、ディストリビューターを使用せずにコイルからプラグへ直接点火するシステムは継続している。
新世代にふさわしく、MDS(en:Multi-Displacement System)と呼ばれる、軽負荷時に4気筒(片バンク休止ではない)を休止させる可変シリンダーシステムを持ち、出力、燃費、エミッションを高次元でバランスさせている。また、往年のヘミに劣らず1立方インチ当たり1馬力の高出力も達成している。V8ゆえに搭載性も良く、多くの縦置きエンジンモデルにラインナップされている。
2003年、ダッジ・ラム2500に市販車として初めて搭載され、現在のクライスラーにおける主力エンジンのひとつとなっている。

### 新世代「HEMI®」搭載モデル

#### 6.4L 392 HEMI® V8
- クライスラー
  - クライスラー・300C SRT8
- ダッジ
  - ダッジ・チャレンジャーSRT8
  - ダッジ・チャージャーSRT8
- ジープ
  - ジープ・グランドチェロキー SRT8

#### 6.1L SRT HEMI® V8
- ダッジ
  - ダッジ・マグナム SRT8
  - ダッジ・チャージャー SRT8
- クライスラー
  - クライスラー・300C SRT8
- ジープ
  - ジープ・グランドチェロキー (WK) SRT8

#### 5.7L HEMI® V8 With MDS
- クライスラー
  - クライスラー・300C
  - クライスラー・アスペン
- ダッジ
  - ダッジ・マグナム R/T
  - ダッジ・チャージャー R/T、DAYTONA R/T
  - ダッジ・デュランゴ SLT以上にOpt.
- Jeep
  - ジープ・グランドチェロキー (WK) LIMITEDにOpt OVERLAND
  - ジープ・コマンダー LIMITED

#### 5.7L HEMI® V8
- ダッジ
  - ダッジ・ラム 1500 QUAD CAB LARAMIEは標準　他はOpt.
  - ダッジ・ラム 2500/3500